# Zeiselmauer-Wolfpassing
Zeiselmauer-Wolfpassing is een gemeente in de Oostenrijkse deelstaat Neder-Oostenrijk, gelegen in het district Tulln (TU). De gemeente heeft ongeveer 2000 inwoners.

## Geografie
Zeiselmauer-Wolfpassing heeft een oppervlakte van 12,7 km². Het ligt in het noordoosten van het land, ten noordwesten van de hoofdstad Wenen.

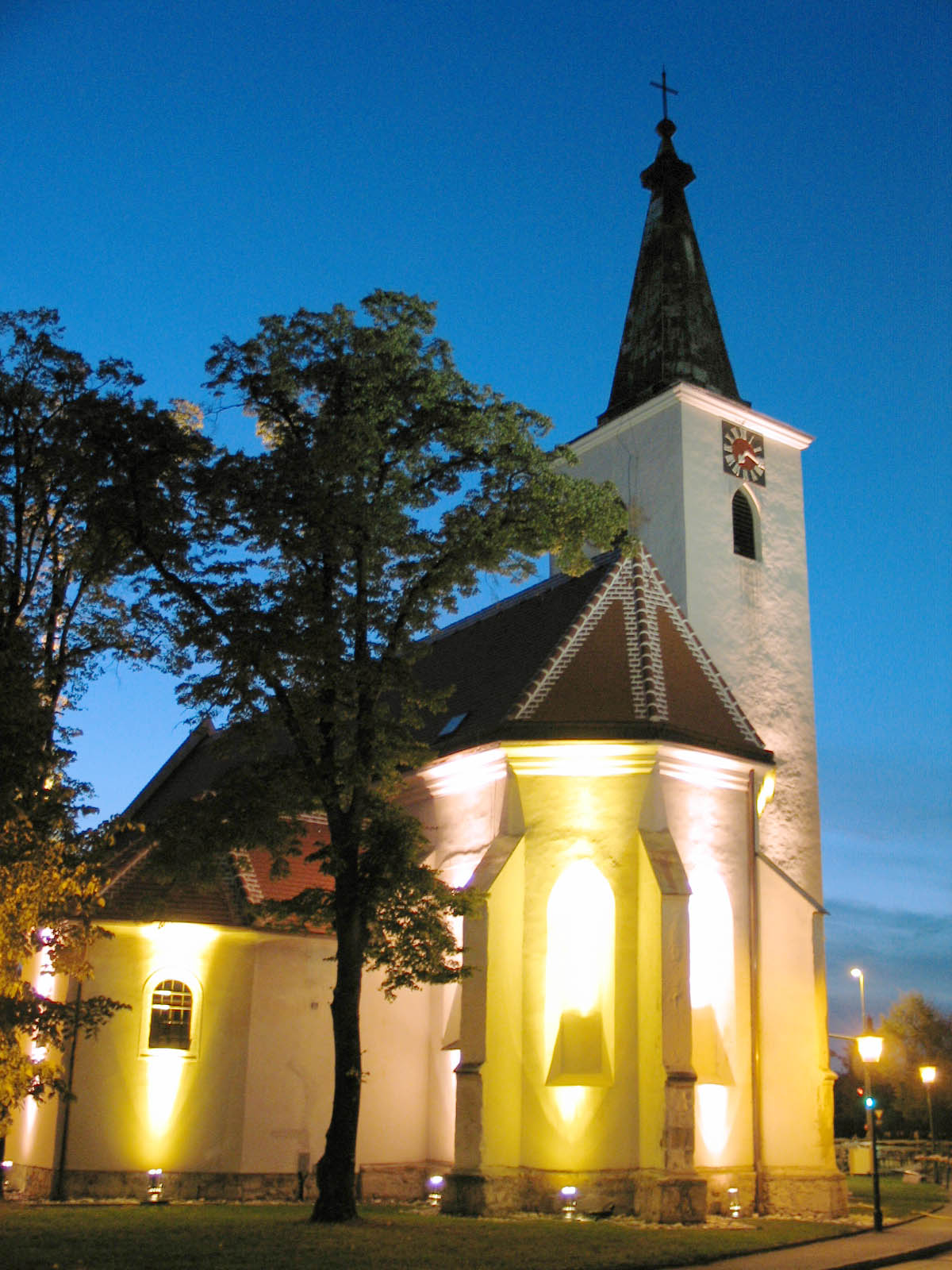
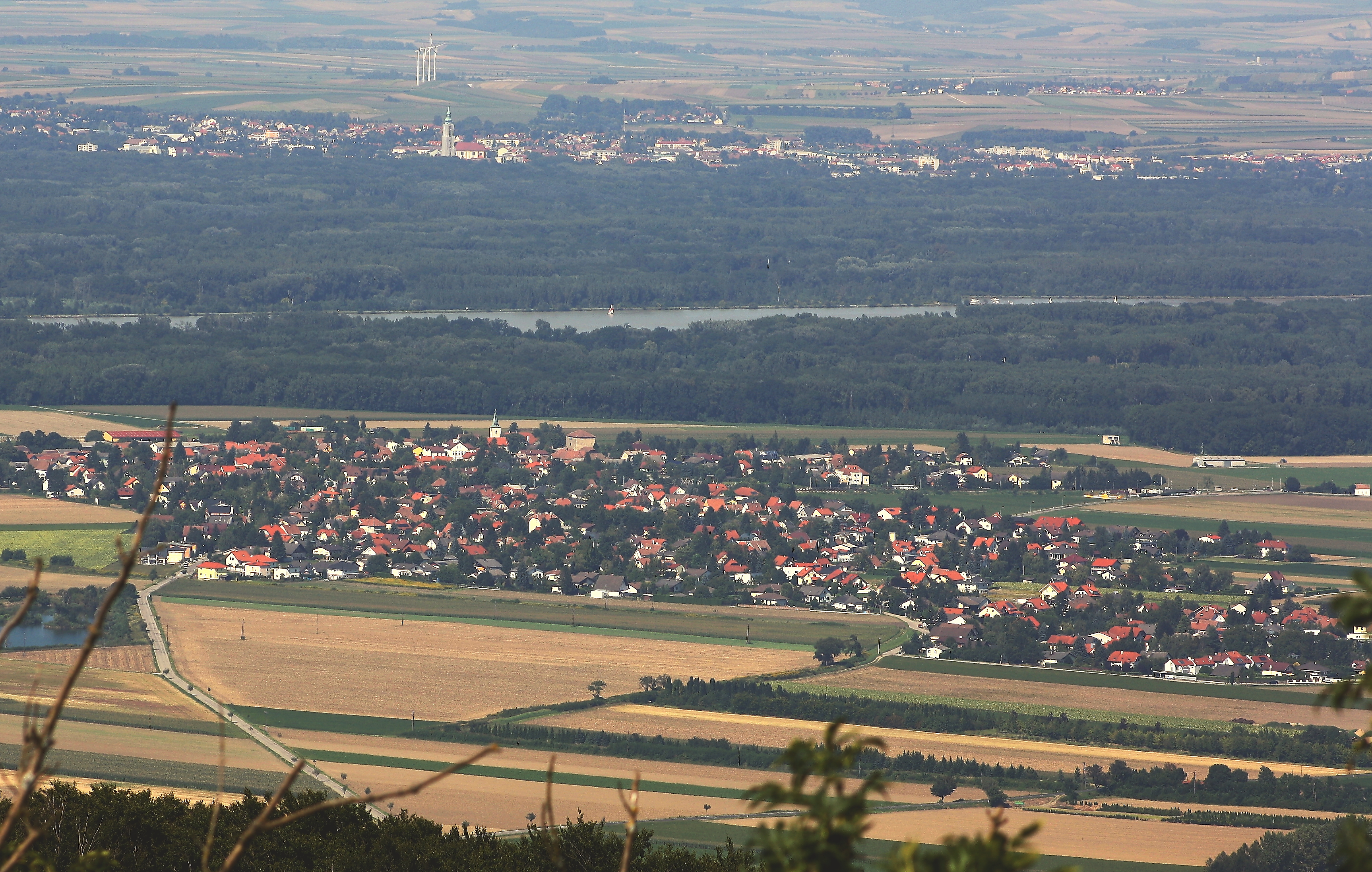

Absdorf · Atzenbrugg · Fels am Wagram · Grafenwörth · Großriedenthal · Großweikersdorf · Judenau-Baumgarten · Kirchberg am Wagram · Königsbrunn am Wagram · Königstetten · Langenrohr · Michelhausen · Muckendorf-Wipfing · Sieghartskirchen · Sitzenberg-Reidling · Sankt Andrä-Wördern · Tulbing · Tulln an der Donau · Würmla · Zeiselmauer-Wolfpassing · Zwentendorf an der Donau
- Gemeinsame Normdatei: 4801028-5
- Virtual International Authority File: 236583897